# 19 mai
ianuarie • februarie • martie  • aprilie  • mai  • iunie  • iulie  • august  • septembrie  • octombrie  • noiembrie  • decembrie
19 mai este a 139-a zi a calendarului gregorian și ziua a 140-a în anii bisecți. Mai sunt 226 de zile până la sfârșitul anului.

## Evenimente

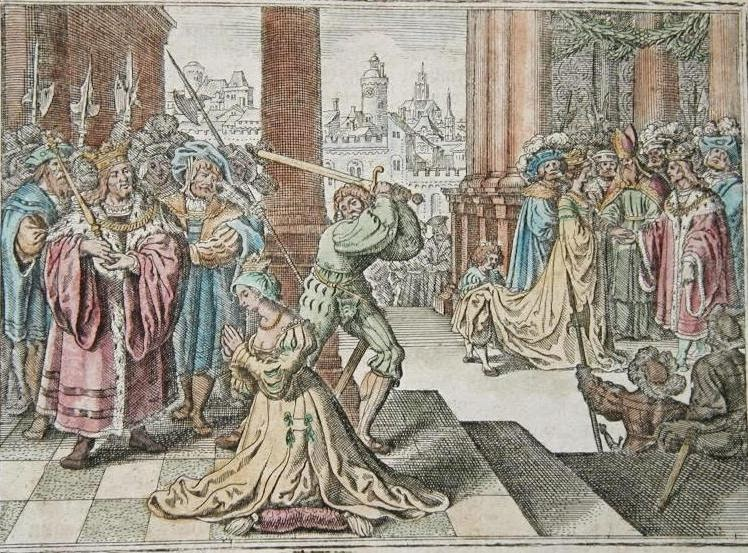
1536: Execuția lui Anne Boleyn

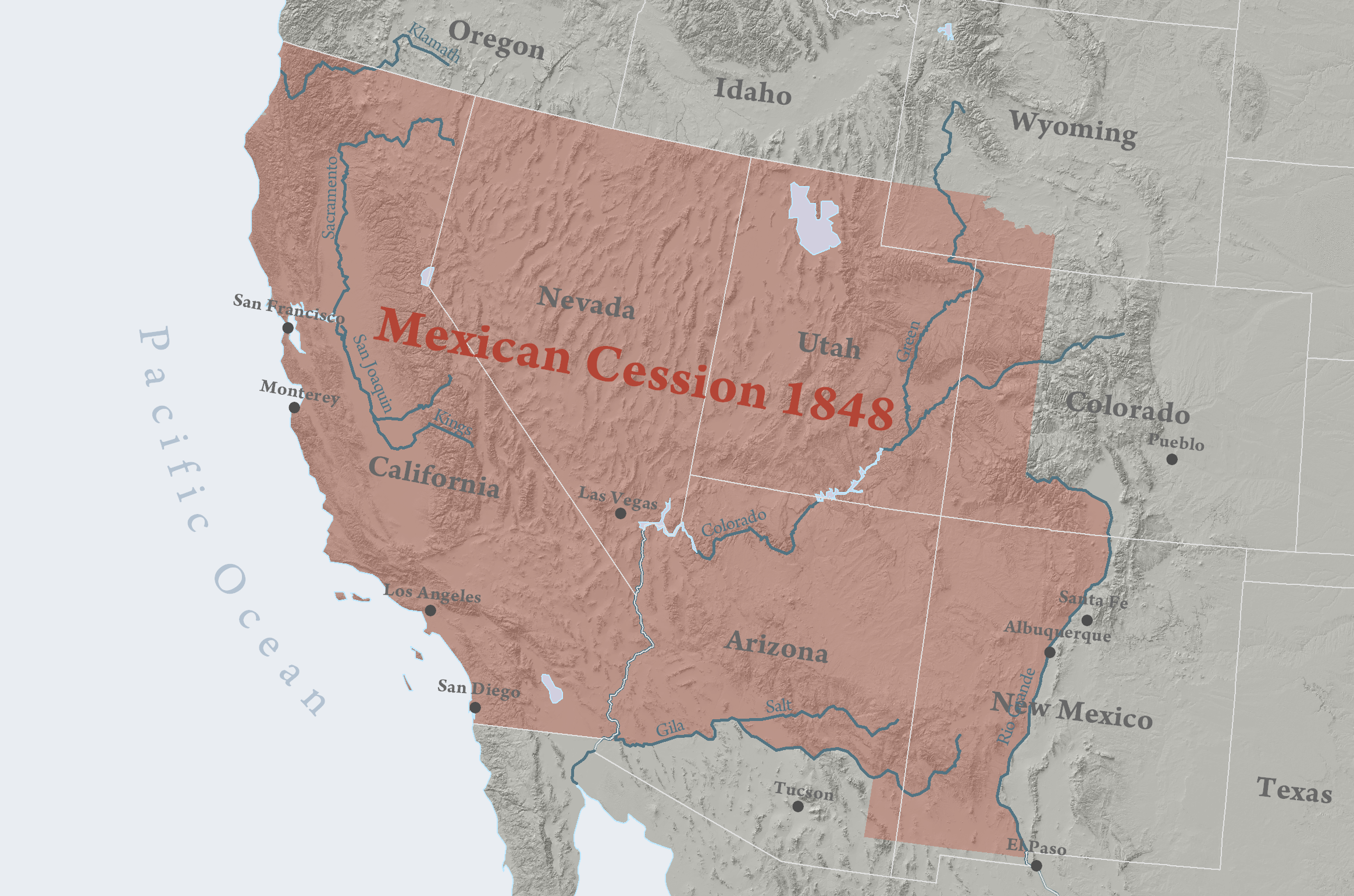
1848: Teritoriile cedate de Mexic Statelor Unite în urma Tratatului de la Guadalupe Hidalgo

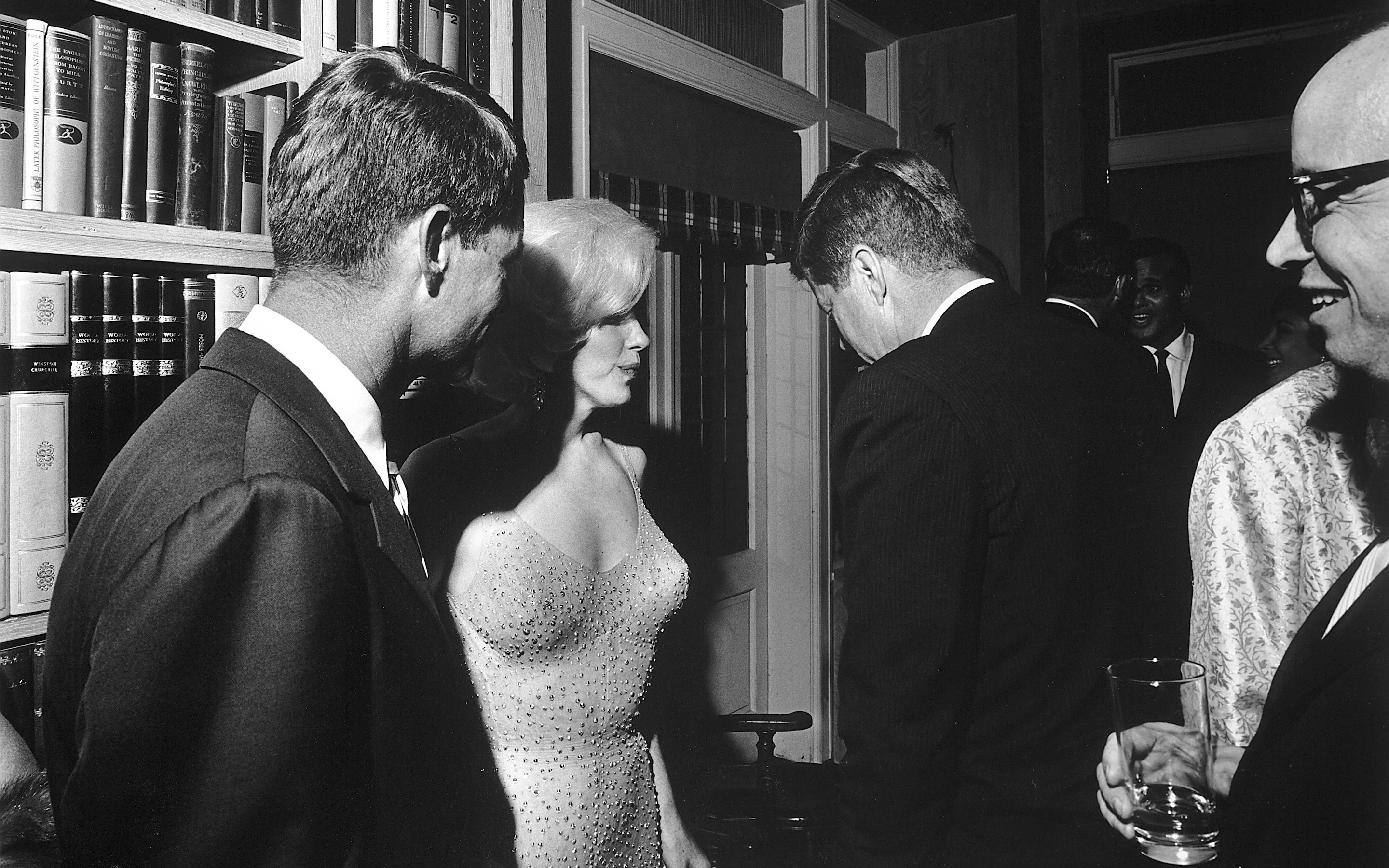
1962: La Madison Square Garden, New York, are loc sărbătorirea zilei de naștere a președintelui american John F. Kennedy. Punctul culminant este atins când Marilyn Monroe cântă "Happy Birthday".

- 0715: Este ales Papa Grigore al II-lea.[1]
- 1051: Henric I al Franței se căsătorește cu cea de-a doua soție, Anna de Kiev, fiica lui Iaroslav I cel Înțelept. Ei vor fi părinții viitorului rege Filip I al Franței.[2]
- 1445: Ioan al II-lea al Castiliei îi înfrânge pe Infanții Aragonului în prima bătălie de la Olmedo.
- 1499: Caterina de Aragon se căsătorește prin procură cu Arthur Tudor, Prinț de Wales. Caterina are 13 ani și Arthur 12.
- 1535: Exploratorul francez Jacques Cartier se întoarce în America de Nord, în a doua sa călătorie, cu trei nave, 110 bărbați și cei doi fii ai șefului de trib Donnacona (pe care Cartier îi răpise în timpul primei călătorii).
- 1536: Anne Boleyn, a doua soție a regelui Henric al VIII-lea al Angliei și mama viitoarei regine Elisabeta I, este executată în Turnul Londrei pentru presupusul adulter, incest cu fratele ei George și trădare.
- 1568: Regina Elisabeta I a Angliei ordonă arestarea Mariei, regina Scoției.
- 1643: Războiul de Treizeci de Ani: Forțele franceze sub comanda lui Ludovic al II-lea, prinț de Condé, înving decisiv forțele spaniole în bătălia de la Rocroi, marcând sfârșitul simbolic al Spaniei și începutul hegemoniei franceze. Este cea mai grea înfrângere din istoria armatei spaniole.
- 1802: Legiunea de onoare (Légion d'honneur) este fondată de Napoleon Bonaparte pentru a recompensa talente excelente și mari virtuți.
- 1845: Exploratorul britanic John Franklin execută cu navele HMS Erebus și HMS Terror ultima sa expediție în căutarea pasajului de Nord-Vest. Navele sunt abandonate și întreg echipajul moare de foame, hipotermie, tuberculoză, otrăvire cu plumb și scorbut.
- 1848: Războiul Mexicano-American: Mexicul ratifică Tratatul de la Guadalupe Hidalgo, încheind astfel războiul și cedând Statelor Unite California, Nevada, Utah și părți din alte patru state pentru suma de 15 milioane de dolari.
- 1897: Oscar Wilde este eliberat din închisoarea Reading Gaol.
- 1917: Este fondat clubul norvegian de fotbal Rosenborg BK.
- 1919: Este înființată organizația neguvernamentală Save the Children pentru apărarea drepturilor copilului.
- 1919: Mustafa Kemal Atatürk aterizează la Samsun pe coasta anatoliană a Mării Negre, inițiind ceea ce mai târziu se va numi Războiul de Independență al Turciei.
- 1922: Este înființată „Organizația de Pionieri” a Uniunii Sovietice.
- 1961: Programul Venera: Venera 1 devine primul obiect creat de om care a zburat spre o altă planetă trecând pe lângă Venus (sonda pierduse contactul cu Pământul cu o lună mai devreme și nu a trimis înapoi nici o dată).
- 1962: La Madison Square Garden, New York, are loc sărbătorirea zilei de naștere a președintelui american John F. Kennedy. Punctul culminant este atins când Marilyn Monroe cântă "Happy Birthday".
- 1971: Uniunea Sovietică lansează sonda spațială Marte 2.
- 1991: Croații votează în proporție de 93,24% pentru independența țării într-un referendum.
- 2007: Are loc primul referendum pentru demiterea președintelui Traian Băsescu, în urma căruia 74,48% din voturile exprimate sunt împotriva demiterii președintelui.
- 2009: O echipă de cercetători condusă de paleontologul norvegian Jørn H. Hurum a publicat prima descriere a Darwinius masillae, scheletul fosilizat al unei maimuțe vechi de 47 de milioane de ani, despre care se susține că reprezintă veriga lipsă în evoluția rasei umane.
- 2012: Disidentul orb Chen Guangcheng a plecat din China spre Statele Unite, punând capăt disputei diplomatice dintre cele două superputeri.
- 2016: Un avion Airbus A320 operat de EgyptAir se prăbușește în Marea Mediterană, omorând toți cei 56 de pasageri și 10 membri ai echipajului aflați la bord.
- 2018: La capela St George de la Palatul Windsor are loc căsătoria Prințului Harry cu Meghan Markle.

## Nașteri
- 1593: Jacob Jordaens, pictor și gravor flamand (d. 1678)
- 1744: Charlotte de Mecklenburg-Strelitz, regină consoartă a Marii Britanii și Irlandei, soția regelui George al III-lea (d. 1818)
- 1762: Johann Gottlieb Fichte, filosof german (d. 1814)
- 1797: Maria Isabel a Portugaliei, regină consort a Spaniei, soția regelui Ferdinand al VII-lea (d. 1818)
- 1857: John Jacob Abel, biochimist și farmacolog american (d. 1938)
- 1881: Mustafa Kemal Atatürk, ofițer militar și revoluționar turc, fondatorul Republicii Turce (d. 1938)
- 1887: Ion Jalea, sculptor român, membru titular al Academiei Române (d. 1983)
- 1890: Ho Și Min, revoluționar comunist vietnamez, primul președinte și primul prim-ministru al Republicii Democrate Vietnam (d. 1969)
- 1878: Thierry Sandre, scriitor francez, câștigător al Premiului Goncourt în 1924 (d. 1950)
- 1893: Horia Bonciu, romancier, poet, jurnalist și traducător român (d. 1950)
- 1898: Julius Evola, filosof, pictor și ezoterist italian (d. 1974)
- 1899: Lothar Rădăceanu, jurnalist, lingvist și politician comunist român (d. 1955)
- 1909: Nicholas Winton, umanitarist britanic (d. 2015)
- 1914: Max Perutz, biolog britanic, laureatul premiului Nobel pentru chimie (d. 2002)

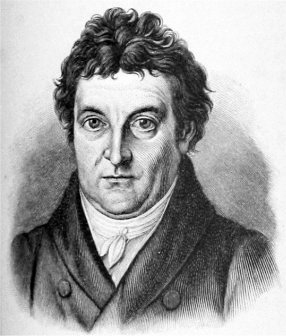
Johann Gottlieb Fichte, filosof german
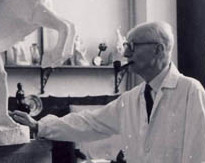
Ion Jalea, sculptor român
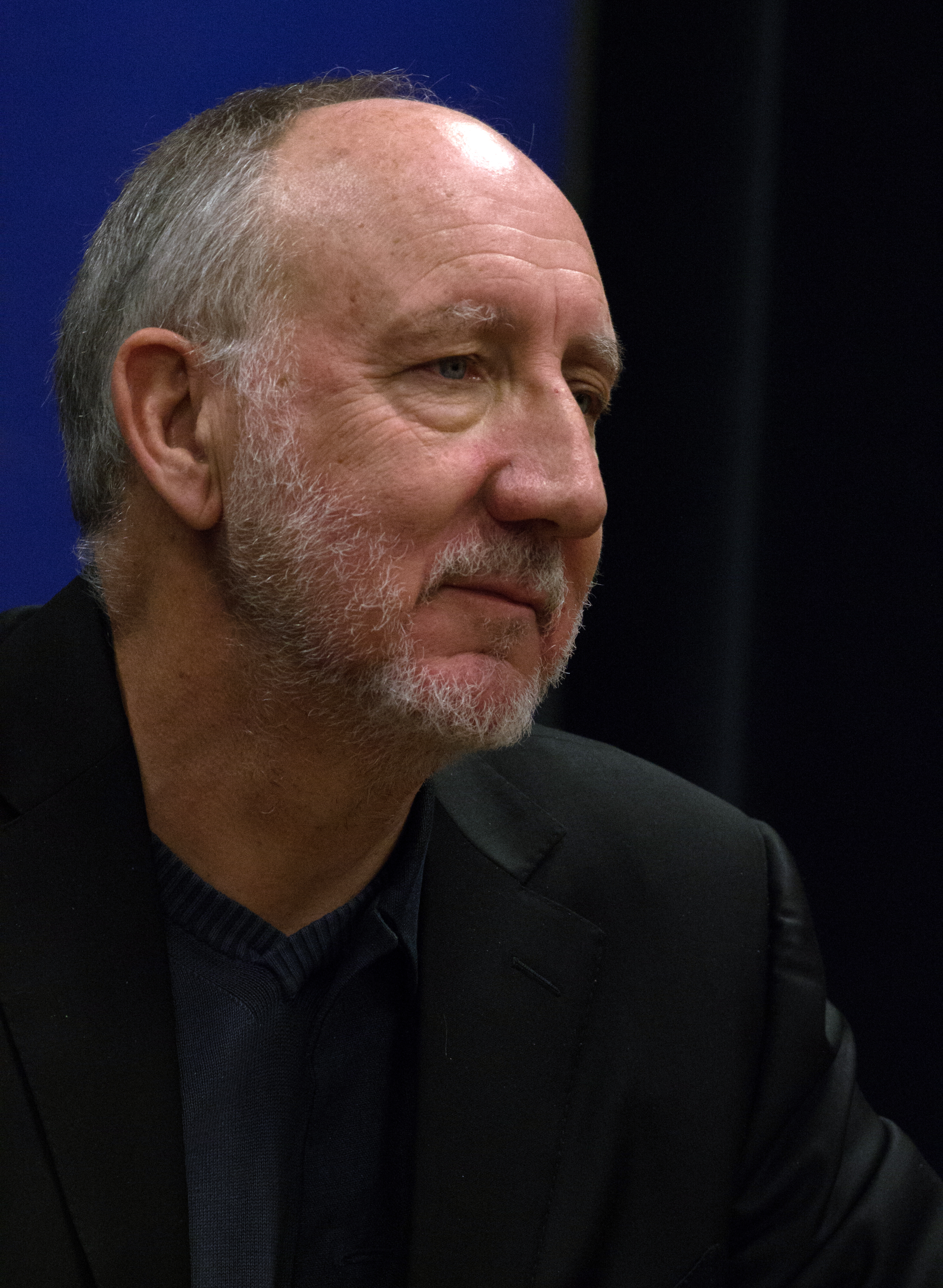
Pete Townshend, muzician englez

- 1918: Abraham Pais, fizician și istoric al științei american (d. 2000)
- 1921: Sá Nogueira, pictor portughez (d. 2002)
- 1925: Pol Pot, revoluționar cambodgian, liderul Khmerilor Roșii (d. 1998)
- 1925: Malcolm X, predicator musulman și activist pentru drepturile omului american (d. 1965)
- 1928: Colin Chapman, inginer și inventator englez, fondatorul Lotus Cars (d. 1982)
- 1931: Bob Anderson, pilot de curse britanic (d. 1967)
- 1932: Paul Erdman, economist și bancher american (d. 2007)
- 1938: Herbie Flowers, muzician englez
- 1939: Dick Scobee, astronaut american (d. 1986)
- 1942: Robert Kilroy-Silk, academician, politician și crainic englez
- 1945: Pete Townshend, muzician, cântăreț, compozitor și instrumentist englez, chitaristul trupei The Who
- 1945: Wera Sæther, psiholoagă, poetă, romancieră și eseistă norvegiană
- 1946: Michele Placido, actor și regizor italian
- 1946: André the Giant, wrestler și actor francez (d. 1993)
- 1949: Așraf Ghani Ahmadzai, politician afgan, președinte al Afganistanului între 2014-2021
- 1949: Dusty Hill, muzician american (ZZ Top), (d. 2021)
- 1952: Bert van Marwijk, manager de fotbal olandez
- 1953: Florin Marin, fotbalist și manager de fotbal român
- 1955: James Gosling, programator canadian, fondatorul limbajului de programare Java
- 1961: Vadim Cojocaru, politician moldovean
- 1964: Gitanas Nausėda, politician lituanian, președinte al Lituaniei din 2019
- 1966: Jodi Picoult, scriitoare americană
- 1973: Dario Franchitti, pilot de curse britanic
- 1977: Manuel Almunia, fotbalist spaniol
- 1977: Natalia Oreiro, cântăreață, actriță și designer de modă uruguayană
- 1979: Andrea Pirlo, fotbalist italian
- 1979: Diego Forlán, fotbalist uruguayan
- 1985: Aleister Black, wrestler olandez
- 1986: Diana Cavallioti, actriță română
- 1992: Sam Smith, cantautor englez

## Decese
- 0804: Alcuin, cărturar englez, consilier al lui Carol cel Mare (n. 735)
- 1102: Ștefan al II-lea, conte de Blois și conte de Chartres (n. 1045)
- 1125: Vladimir al II-lea Monomahul, mare cneaz de Kiev (n. 1053)
- 1218: Otto al IV-lea, împărat al Sfântului Imperiu Roman (n. 1175)
- 1296: Papa Celestin al V-lea (n. 1215)
- 1303: Yves Hélory, preot și jurist breton (n. 1253)
- 1352: Elisabeta de Austria, ducesӑ de Lorena (n. 1285)
- 1389: Dmitri Donskoi, mare principe de Moscova (n. 1350)
- 1531: Jan Łaski, nobil polonez, cancelar, diplomat și secretar al regelui Cazimir al IV-lea (n. 1456)

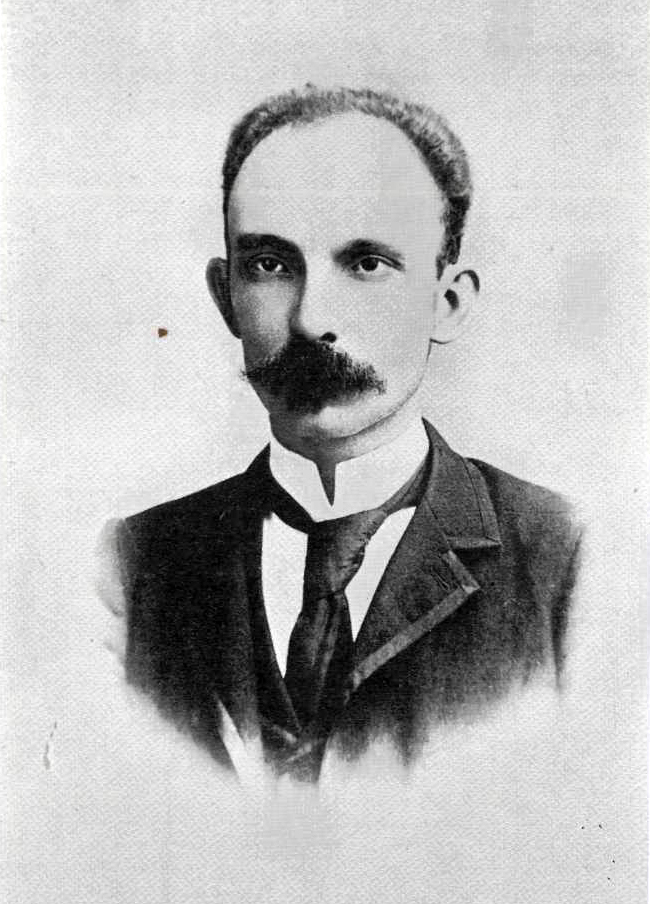
José Martí, poet, eseist cubanez
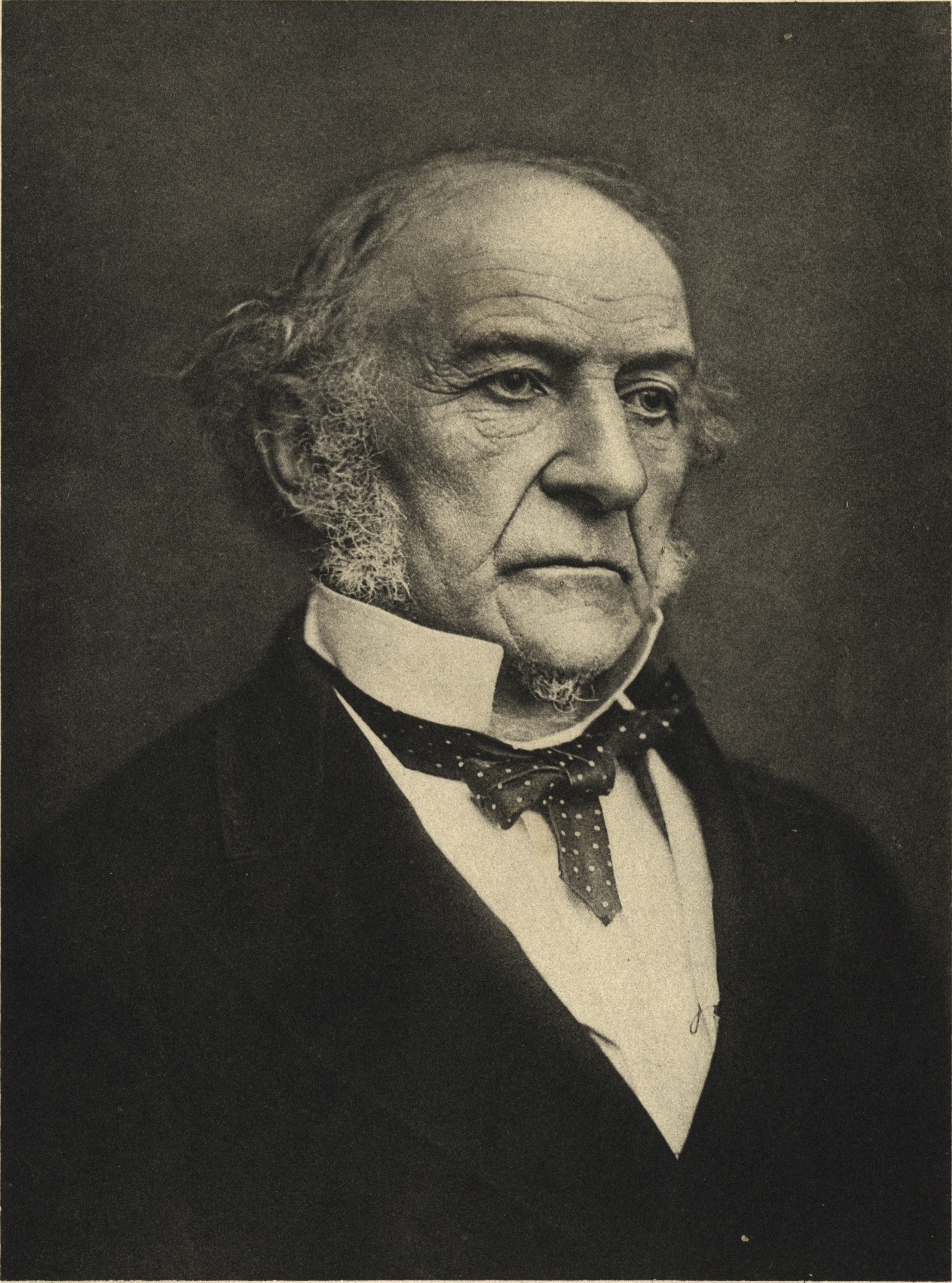
William Gladstone, prim-ministru al Marii Britanii
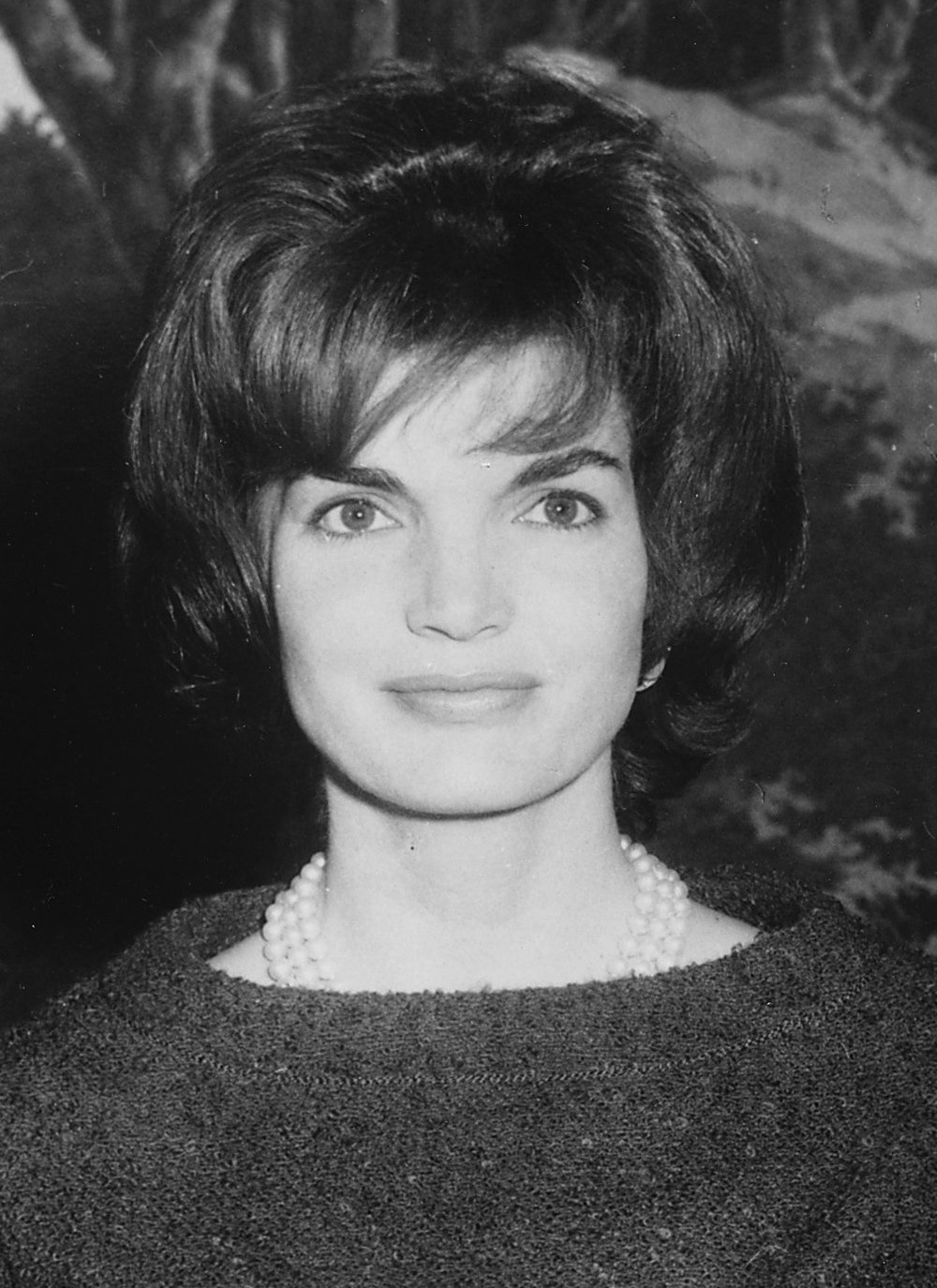
Jacqueline Kennedy Onassis

- 1536: Anne Boleyn, regină consoartă a Angliei, soția regelui Henric al VIII-lea (n. 1501)
- 1864: Nathaniel Hawthorne, romancier și scriitor de povestiri scurte american (n. 1804)
- 1895: José Martí, poet, eseist, jurnalist, traducator, profesor și publicist cubanez (n. 1853)
- 1898: William Gladstone, prim-ministru al Marii Britanii (n. 1809)
- 1912: Bolesław Prus, romancier, jurnalist și scriitor de povestiri scurte polonez (n. 1847)
- 1935: T. E. Lawrence, arheolog, ofițer militar, diplomat și scriitor britanic (n. 1888)
- 1950: Daniel Ciugureanu, medic și politician român din Basarabia, prim-ministru al Republicii Democratice Moldovenești (1918), (n. 1885)
- 1958: Archie Scott Brown, pilot de curse britanic (n. 1927)
- 1958: Ronald Colman, actor englez (n. 1891)
- 1978: Albert Kivikas, scriitor și jurnalist eston (n. 1898)
- 1983: Jean Rey, politician belgian, al doilea președinte al Comisiei Europene (n. 1902)
- 1984: John Betjeman, poet, scriitor și crainic englez (n. 1906)
- 1987: James Tiptree, Jr., autoare de science fiction americană (n. 1915)
- 1994: Jacques Ellul, filosof, sociolog, teolog și profesor francez (n. 1912)
- 1994: Jacqueline Kennedy Onassis, Prima Doamnă a Statelor Unite, soția președintelui John F. Kennedy (n. 1929)
- 2012: Ian Burgess, pilot de curse britanic (n. 1930)
- 2014: Jack Brabham, pilot de curse australian (n. 1926)
- 2018: Vincent McEveety, regizor și producător american de film și televiziune (n. 1929)
- 2022: Mariana Cioromila, mezzosoprană română, stabilită în Brazilia (n. 1952)
- 2024: Ebrahim Raisi, politician iranian, președinte al Iranului 2021-2024 (n. 1960)

## Sărbători

### În calendarul creștin-ortodox
- Sfântul sfințitul mucenic Patrichie, episcopul Prusei, și cei împreună cu el Acachie, Menandru și Polien;
- Cuviosul părinte al nostru Memnon, făcătorul de minuni;
- Sfântul Dimitri Donskoi, Mare Cneaz al Moscovei;
- Sfântul mucenic Arolot;
- Sfânta Chiriachi, care prin foc s-a săvârșit;
- Sfânta muceniță Teotimi, care prin sabie s-a săvârșit.

### În calendarul greco-catolic
- Sfântul martir Patriciu și cei împreună cu el

### În calendarul romano-catolic
- Sf. Celestin al V-lea[3], papă; Sfântul Ivo, patronul juriștilor